# Албертсхофен
Албертсхофен (њем. Albertshofen) општина је у њемачкој савезној држави Баварска. Једно је од 31 општинског средишта округа Кицинген. Према процјени из 2010. у општини је живјело 1.985 становника. Посједује регионалну шифру (AGS) 9675112.

## Географија
Албертсхофен се налази у савезној држави Баварска у округу Кицинген. Општина се налази на надморској висини од 187 метара. Површина општине износи 3,8 km².

## Становништво
У самом мјесту је, према процјени из 2010. године, живјело 1.985 становника. Просјечна густина становништва износи 522 становника/km².